# David Croft
David John Croft, född David John Andrew Sharland den 7 september 1922 i Sandbanks i Poole, Dorset, död 27 september 2011 i Tavira, Portugal, var en brittisk manusförfattare, producent och regissör. I Sverige är han mest känd för sitcomserien 'Allå, 'allå, 'emliga armén som sändes på brittiska BBC 1982–1992 och som sedan har visats på flera svenska TV-kanaler.